# هات‌اسپات
هات‌اسپات (به انگلیسی: HotSpot) یک ماشین مجازی جاوا برای رایانه‌های رومیزی و سرورها است که توسط اوراکل نگه‌داری و توزیع می‌شود. و جهت احراز هویت و اعمال authentication برای اتصال کاربران به اینترنت و گرفتن آمار از کاربران متصل به اینترنت استفاده می‌شود.
هات‌اسپات از تکنیک‌هایی از قبیل همگردانی فقط در هنگام اجرا (به انگلیسی: just-in-time compilation) و بهینه‌سازی توافقی (به انگلیسی: adaptive optimization) طراحی شده برای بهینه‌سازی کارایی استفاده می‌کند.

## تاریخچه
هات‌اسپات اولین بار در ۲۷ آوریل ۱۹۹۹ توسط Longview Technologies که به عنوان Animorphic تجارت می‌کرد، شرکت که به طور اولیه در ۱۹۹۴ تشکیل شده بود. تکنولوژی ماشین مجازی Animorphic قبلاً به صورت موفقیت‌آمیز در پروژه تحقیقاتی سان، زبان برنامه‌نویسی سلف به کار گرفته شده‌بود. در سال ۱۹۹۷، Longview Technologies توسط سان مایکروسیستمز خریداری شد. هات‌اسپات در ابتدا به عنوان یک افزونه برای جاوای ۱.۲ بود که در جاوای به عنوان ماشین مجازی جاوای سان به کار رفت.